# Spirits Having Flown
Albums de Bee Gees
Saturday Night Fever
(1977) Bee Gees Greatest
(1979)
Spirits Having Flown est le quinzième album studio des Bee Gees, sorti en 1979.
Sorti après le succès de la bande originale Saturday Night Fever, il contient trois singles nos 1 aux États-Unis : Tragedy, Too Much Heaven et Love You Inside Out. La « Bee Gees mania » déferle alors dans le monde, le groupe est partout dans les médias, les radios et ils offrent la tournée américaine intitulée Spirit Tour à leurs fans où Andy Gibb (la nouvelle idole des adolescentes), leur jeune frère, se joint à eux sur scène pour fêter la gloire des frères Gibb. Cet album est presque entièrement chanté par Barry Gibb, du fait du succès de la bande originale du film La Fièvre du samedi soir où c'était déjà lui qui chantait les chansons du groupe.
L'album s'est vendu à 20 millions d'exemplaires dans le monde,.
C'est le dernier album du groupe avec le claviériste Blue Weaver, qui quitte pour devenir musicien de studio. 

## Titres
Toutes les chansons sont de Barry, Robin et Maurice Gibb.

### Face 1
1. Tragedy – 5:08
2. Too Much Heaven – 5:02
3. Love You Inside Out – 4:13
4. Reaching Out – 4:07
5. Spirits (Having Flown) – 5:21

### Face 2
1. Search, Find – 4:16
2. Stop (Think Again) – 6:41
3. Living Together – 4:23
4. I'm Satisfied – 3:55
5. Until – 2:27

### Cassette
- Face 1 :
  1. Too Much Heaven – 5:02
  2. Tragedy – 5:08
  3. Love You Inside Out – 4:13
  4. Reaching Out – 4:07
  5. Spirits (Having Flown) – 5:21
- Face 2 :
  1. Stop (Think Again) – 6:41
  2. Living Together – 4:23
  3. I'm Satisfied – 3:55
  4. Until – 2:27
  5. Search, Find – 4:16

## Musiciens
Bee Gees
- Barry Gibb : chant, guitare
- Robin Gibb : chœurs, chant sur Living Together
- Maurice Gibb : chœurs, basse
- Blue Weaver : claviers
- Alan Kendall : basse, guitare
- Dennis Bryon : batterie

## Musiciens additionnels
- Russ Powell - guitare
- George Terry – guitare
- Harold Cowart – basse
- Albhy Galuten (en) – synthétiseur basse, direction de l'orchestre
- Gary Brown – saxophone
- Ken Faulk, Peter Graves, Bill Purse, Whit Sidener, Stan Webb – cor
- Neal Bonsanti – cor français
- Lee Loughnane, James Pankow, Walter Parazaider - cuivres sur "Too Much Heaven" et "Stop (Think Again)"
- Herbie Mann – flûte sur "Spirits (Having Flightn)"
- Joe Lala, Daniel Ben Zubulon – percussion, conga